# Volo All Nippon Airways 533
Il volo All Nippon Airways 533 era un volo di linea della All Nippon Airways tra l'aeroporto di Osaka-Itami e l'aeroporto di Matsuyama. Il 13 novembre 1966, il NAMC YS-11 che operava il volo precipitò in mare durante l'avvicinamento all'aeroporto di Matsuyama. Nell'incidente persero la vita tutti e cinquanta gli occupanti del velivolo.
Il disastro del volo 533 fu il primo a coinvolgere un YS-11 e rimane il secondo per numero di vittime coinvolgente questo tipo di aereo.

## L'aereo
Il velivolo coinvolto nell'incidente era un NAMC YS-11-111 con codice di registrazione JA8658, numero di serie 2023, costruito nel 1966 e motorizzato da due turboelica Rolls-Royce Dart 354.
Venne consegnato ad All Nippon Airways il 28 maggio 1966. Al momento dell'incidente, l'aereo aveva circa meno di un anno e aveva accumulato solamente 1 070 ore di volo.

## L'incidente
L'aereo decollò da Osaka alle 19:13 senza che fosse registrata alcuna anomalia. Alle 20:25, i piloti erano ormai prossimi all'atterraggio sulla pista 31 dell'aeroporto di Matsuyama ed il carrello era esteso. L'aereo toccò la pista 460 metri dopo la testata, conseguentemente, la potenza dei motori venne aumentata e dopo una corsa di 170 metri l'YS-11 si staccò dal suolo. I piloti comunicarono di aver effettuato una riattaccata e vennero informati dalla torre di controllo di dover virare per presentarsi nuovamente all'atterraggio. I testimoni affermarono che l'aereo saliva più lentamente del normale e ad una altezza da terra di circa 230-330 piedi il velivolo iniziò ad inclinarsi verso sinistra perdendo quota. Poco dopo, impattò il mare.

## Le indagini
Per accertare le cause dell'incidente venne nominata una commissione d'inchiesta presieduta dal Ministero dei Trasporti giapponese. Gli investigatori recuperarono dal fondo del mare circa il 95% dell'aereo. Non vennero trovati elementi che potessero spiegare né l'atterraggio lungo né la progressiva discesa dopo la riattaccata.

## Conseguenze
Due giorni dopo l'incidente, il 15 novembre, durante le operazioni di ricerca dei corpi, un elicottero della polizia di Osaka (un Kawasaki Bell 47G-2 con numero di registrazione JA7062) entrò in collisione con altro elicottero appartenente alla All Nippon Airways (un Bell 47D1 con numero di registrazione JA7012). Entrambi i piloti morirono nello scontro.
L'incidente del volo 533 è uno dei quattro incidenti che coinvolsero voli di linea in Giappone nel 1966. Questo generò un clima di sfiducia tra i passeggeri e sia la Japan Airlines che la All Nippon Airways dovettero cancellare alcuni voli interni a causa della riduzione della domanda.